# Nina Rosemeyer
Nina Melissa Rosemeyer (* 13. Mai 2001 in Braunschweig) ist eine deutsche Basketballspielerin.

## Werdegang
Rosemeyer spielte in der Jugend des USC Braunschweig und wurde 2015 in den Perspektivkader des Deutschen Basketball Bunds aufgenommen. Im April 2016 gewann sie mit den Girls Baskets Braunschweig-Wolfenbüttel unter Trainerin Hanna Ballhaus und an der Seite ihrer Schwester Leonie Rosemeyer den deutschen Meistertitel in der Weiblichen Nachwuchs-Basketball-Bundesliga. 2016 (Gewinn der Silbermedaille) und 2017 nahm sie an U16-Europameisterschaften teil. Im August 2018 wurde Rosemeyer mit Deutschland U18-Europameisterin und war damit Mitglied des Aufgebots, das die erste Goldmedaille für Deutschland bei einer Jugendeuropameisterschaft gewann. Im November 2018 wurde Rosemeyer vom Niedersächsischen Basketballverband mit der Goldenen Ehrennadel ausgezeichnet. Im Juli 2019 wurde sie mit der deutschen Auswahl Sechste der U18-Europameisterschaft.
Im Damenbereich spielte Rosemeyer ab der Saison 2015/16 beim Zweitligisten Wolfpack Wolfenbüttel, in der Saison 2018/19 mit Eintracht Braunschweig in der Damen-Basketball-Bundesliga und hernach wieder in der 2. Bundesliga. Im Sommer 2021 wechselte sie zum spanischen Zweitligisten Osés Construcción Ardoi, um in dem Land neben dem Basketball im Rahmen ihres Hochschulstudiums ein Auslandssemester zu beginnen. Kurz vor der Wechselfrist Ende Januar 2022 erhielt Rosemeyer ein Angebot vom Bundesligisten BG Donau-Ries aus Nördlingen und entschied sich, die Saison dort fortzusetzen.
In der Sommerpause 2022, in der sich Rosemeyer zeitweise der Spielart 3-gegen-3 widmete, gab Bundesliga-Aufsteiger Alba Berlin ihre Verpflichtung bekannt. 2024 gewann sie mit den Berlinerinnen die deutsche Meisterschaft.